# Codonanthopsis dissimulata
Codonanthopsis dissimulata là một loài thực vật có hoa trong họ Tai voi. Loài này được (H.E.Moore) Wiehler mô tả khoa học đầu tiên năm 1978.